# Národní park Muddus
Národní park Muddus (švédsky Muddus nationalpark) je chráněné území v severním Švédsku o rozloze 493 km². Park byl zřízen v roce 1942 a leží na území obcí Jokkmokk a Gällivare v kraji Norbotten za severním polárním kruhem. Je tvořen bažinatou plošinou v povodí řeky Lule, která je porostlá převážně původní tajgou, nejvyšším vrcholem je Sör-Stubba (665 m n. m.). Název parku zní v lulejské sámštině Muttos, což pochází pravděpodobně ze slova „mutták“ (hodící se k životu).
Podnebí je kontinentální, s průměrnými zimními teplotami okolo –15 °C a letními okolo 13 °C, srážky se pohybují okolo 500 mm ročně. Nacházejí se zde četná rašeliniště a jezera, z nichž největší je Muttosjávvre. V národním parku roste smrk ztepilý, bříza pýřitá, vrba laponská, zimozel severní, šicha černá, medvědice lékařská, pětiprstka žežulník, kakost lesní, tužebník jilmový a sklenobýl bezlistý. Žije zde medvěd hnědý, rys ostrovid, rosomák sibiřský, kuna lesní a los evropský, velmi početné je vodní ptactvo, např. labuť zpěvná nebo hoholka lední.
Přes park vede turistická stezka Rallarstigen, hlavními turistickými atrakcemi jsou vodopád Muddusfallet, vysoký 42 metrů, a skalní žleb Moskoskoru. Nacházejí se zde také vodní elektrárny Messaure a Ligga.
Park vyhlásil švédský parlament na návrh lesníka Edvarda Wibecka, v roce 1984 bylo jeho území rozšířeno. V roce 1996 byl Muddus spolu s okolními chráněnými územími (národní park Padjelanta, národní park Sarek, národní park Stora Sjöfallet, rezervace Sjaunja a rezervace Stubba) zařazen na seznam Světové dědictví pod společným zápisem „Laponské území“.